# Astrosarkus
Astrosarkus is een geslacht van zeesterren uit de familie Oreasteridae.

## Soort
- Astrosarkus idipi Mah, 2003